# شیبگانج
شیبگانج (به لاتین: Shibganj) یک منطقهٔ مسکونی در بنگلادش است که در ناحیه نواب‌گنج واقع شده‌است. شیبگانج ۵۲۵٫۴۳ کیلومتر مربع مساحت و ۵۹۱٬۱۷۸ نفر جمعیت دارد.